# Годињак
Годињак је насељено место у саставу општине Старо Петрово Село у Бродско-посавској жупанији, Република Хрватска.

## Историја
До територијалне реорганизације у Хрватској налазио се у саставу старе општине Нова Градишка.

## Становништво
На попису становништва 2011. године, Годињак је имао 664 становника.

## Попис 1991.
На попису становништва 1991. године, насељено место Годињак је имало 755 становника, следећег националног састава:
| Попис 1991.‍  | Попис 1991.‍  | Попис 1991.‍ | Попис 1991.‍ | Попис 1991.‍ |
| ------------ | ------------ | ----------- | ----------- | ----------- |
|              |              |             |             |             |
| Хрвати       | Хрвати       |             | 725         | 96,02%      |
| Срби         | Срби         |             | 11          | 1,45%       |
| Чеси         | Чеси         |             | 6           | 0,79%       |
| Мађари       | Мађари       |             | 2           | 0,26%       |
| Украјинци    | Украјинци    |             | 2           | 0,26%       |
| Русини       | Русини       |             | 1           | 0,13%       |
| Словенци     | Словенци     |             | 1           | 0,13%       |
| регион. опр. | регион. опр. |             | 2           | 0,26%       |
| непознато    | непознато    |             | 5           | 0,66%       |
| укупно: 755  |              |             |             |             |